# Koshida Takeshi
Koshida Takeshi (越田 剛史 (Việt-Điền Cương-Sử)) (sinh ngày 19 tháng 10 năm 1960) là cựu cầu thủ bóng đá người Nhật Bản, hiện là giám đốc kỹ thuật của đội tuyển bóng đá quốc gia Việt Nam.

## Đội tuyển bóng đá quốc gia Nhật Bản
Koshida Takeshi thi đấu cho đội tuyển bóng đá quốc gia Nhật Bản từ năm 1980 đến 1985.

## Thống kê sự nghiệp
| Đội tuyển bóng đá Nhật Bản | Đội tuyển bóng đá Nhật Bản | Đội tuyển bóng đá Nhật Bản |
| Năm                        | Trận                       | Bàn                        |
| -------------------------- | -------------------------- | -------------------------- |
| 1980                       | 1                          | 0                          |
| 1981                       | 1                          | 0                          |
| 1982                       | 7                          | 0                          |
| 1983                       | 6                          | 0                          |
| 1984                       | 3                          | 0                          |
| 1985                       | 1                          | 0                          |
| Tổng cộng                  | 19                         | 0                          |